# Lee Langley
Lee Langley (* 1932 in Kalkutta, Indien) ist eine britische Romanautorin.

## Leben
Langley hat nach ihrem Erstlingsroman aus dem Jahre 1987 Changes of Adress, der weitgehend ihre Kindheit in Indien beschreibt, eine Trilogie mit Themen aus Indien und danach weitere Romane geschrieben. Sie schrieb Drehbücher für Filme und arbeitete bei Adaptionen von Texten für Fernsehspiele mit. Langley schrieb ferner über Reise- und Kunstthemen für Zeitschriften und Zeitungen.
Langley lebt in Richmond, London.

## Werk (Auswahl)
- The Dying Art: A Novel. Heinemann, London 1983, ISBN 0-434-40264-8.
- Changes of Address. Roman. 1987.
- Persistent Rumours. Roman. 1992.
- A House in Pondicherry. Roman. 1995.
- Distant Music. Roman. Chatto & Windus, London 2001. In den USA: Milkweed Editions, Milwaukee, Minnesota, USA 2003, ISBN 1-571310401.
- Conversation on the Quai Voltaire. Roman, der sich mit dem Leben von Dominique Vivant Denon befasst. 2006.
- Butterfly's Shadow. Roman, 2010 basierend auf Giacomo Puccinis Oper Madame Butterfly.
  - deutsch: Madame Butterflys Schatten. C. Bertelsmann Verlag, München 2010, ISBN 978-3-570-58017-2.

Theater
- Baggage: A Comedy. French, London / New York 1977, ISBN 0-573-11036-0.
  - Auf ein Neues. Rowohlt Theater Verlag, Reinbek bei Hamburg 1976, DNB 770135641.

Fernsehen
- Adaption für das Fernsehen: Graham Greene: The Tenth Man. 1988; deutsch: Der Zehnte Mann
- dito. Kurzgeschichten von Rumer Godden
- dito: Barbara Taylor Bradford: A Woman of Substance. 1984, deutsch: Des Lebens bittere Süße.
- dito: Rosamunde Pilcher: September. 2006